# Міка Аалтола
Міка Петтері Аалтола (фін. Mika Aaltola; нар. 2 травня 1969, Петяйявесі, Фінляндія) — фінський політолог, директор Фінського інституту міжнародних відносин. Привернув увагу ЗМІ під час російського вторгнення в Україну, за яким стежить і регулярно коментує. Має ступінь доктора соціальних наук. Доцент в Університеті Тампере та професор Талліннського університету за сумісництвом. 2024 року балотувався як незалежний кандидат у президенти Фінляндії.
Його сестра — філософ Еліза Аалтола.

## Молодість й освіта
Народився в Ямсянкоскі 2 травня 1969 року. Виріс у селі Кінтаус у Петяйявесі, де його мати Сінікка Аалтола працювала вчителем початкової школи з 1974 року. Його батько Югані Аалтола був професором освіти в університеті Ювяскюля. Сестра Міки Аалтола — філософ-анімолог Еліза Аалтола.
Здобув ступінь бакалавра мистецтв у галузі психології в Колумбійському університеті в Нью-Йорку. Потім переїхав до Тампере, зайнявся політичними науками й здобув докторський ступінь у 1999 році.

## Кар'єра
2019 року опублікував книгу «Poutasään jälkeen» (Після сухої погоди) про міжнародну політику з початку російсько-української війни 2014 року. Того ж року обраний директором Фінського інституту міжнародних відносин, де з 2011 року працював керівником дослідницького проєкту глобальної безпеки.
У вересні 2022 року Аалтола названий випускником року Університету Тампере. У жовтні вийшла друком його книга «Mihin menet Suomi? : pelon aika Euroopassa» — збірка його нотаток і текстів з червня 2021 до липня 2022 року. Його чергова книга «Havahtuminen» (Пробудження) вийшла друком у 2023 році.

### Війна в Україні (з 2022 року)
Після російського вторгнення в Україну Аалтола став помітним голосом у фінській зовнішній політиці. Крім того, здобув популярність у культурі та ЗМІ. Був активним коментатором внутрішніх і світових справ, Аалтола також з'являвся в численних телевізійних шоу, як-от «Elämäni Biisi».

### Президентські вибори 2024 року

#### Ранні припущення
Завдяки своєму високому авторитету під час російського вторгнення в Україну Аалтола піднявся до найвищої позиції в опитуванні у жовтні 2022 року в очікуванні президентських виборів у 2024 році. Аалтола відповів, що вважає малоймовірним, що стане президентом, але якщо балотуватиметься, то зробить це як незалежний кандидат.

#### Оголошення
3 серпня 2023 року Аалтола оголосив у Луумякі про свій намір балотуватися в президенти як незалежний кандидат, заявивши, що «відчув зобов'язання» допомогти Фінляндії. У своєму виступі він зазначив, що: «Не можна відмовитися (від посади президента) лише тому, що дорога вузька. Треба бути готовим до викликів, особливо коли світ перебуває у великому сум'ятті. Фінляндії потрібен президент-реформатор і новий тип лідерства».

#### Кампанія
Після оголошення Аалтола вів активну передвиборчу кампанію, перебуваючи поза службою у Фінському інституті міжнародних відносин. Як незалежному кандидату його команді потрібно було зібрати необхідні 20 000 карток підтримки, що вдалося. Його кампанія активна на X, метаплатформах, LinkedIn і TikTok.

#### Результати
На виборах посів передостаннє місце, набравши 1,46 % голосів, випередивши лише Ялліса Харкімо з Рухом «Зараз».

### Вибори до Європарламенту 2024
Аалтола оголосив про свою кандидатуру на виборах до парламенту Європейського Союзу у квітні 2024 року як член Національної коаліційної. Його центральні теми пов'язані із зовнішньою політикою та політикою безпеки.

## Погляди
Аалтола проводив свою президентську кампанію 2024 року, виступаючи за підтримку України, збільшення витрат на оборону до 3 %, підтримку НАТО і дозвіл зберігати зброю зі США у Фінляндії для стратегічних цілей.
У політичному спектрі на думку «Гельсінгін саномат» Аалтола злегка лівоцентрист в економічному плані, а в соціальному — ні консерватор, ні ліберал.

## Особисте життя
Одружений з Кірсі Аалтола, первісток народився у квітні 2022 року.
У 37 років Аалтолі видалили доброякісну пухлину мозку з лобової пазухи під час перебування у США. За словами Аалтоли, ймовірність смерті в результаті операції досягала 80 %. Аалтола вижив, але через пошкодження правого ока він втратив 30 % зору.
За віросповіданням — християнин.